# Mercetaspis benitezi
Mercetaspis benitezi är en insektsart som beskrevs av Gómez-menor Ortega 1960. Mercetaspis benitezi ingår i släktet Mercetaspis och familjen pansarsköldlöss.
Artens utbredningsområde är Spanien. Inga underarter finns listade i Catalogue of Life.